# Baunei
Baunei (en sard, Baunei) és un municipi italià, dins de la província de Nuoro. L'any 2007 tenia 3.886 habitants. Es troba a la regió del'Ogliastra. Limita amb els municipis de Dorgali, Lotzorai, Talana, Triei i Urzulei.

## Administració
| Període | Identitat     | Partit        |
| ------- | ------------- | ------------- |
| 2005-   | Salvatore Lai | Llista Cívica |